# Ca n'Estruch
Ca n'Estruch o Ca l'Estruch és un edifici de Barcelona inclòs a l'Inventari del Patrimoni Arquitectònic de Catalunya. Fou una gran masia que es transformà a inicis del segle XX en convent i actualment són tres vivendes.

## Descripció
Inicialment era una masia a quatre vents, però les terres del costat van ser venudes al segle xix i s'hi va construir una nova casa i, per tant, actualment és un casal de tres cossos.
A la façana principal hi ha el portal dovellat i diverses finestres típiques del segle xviii. Fa cantonada amb el carrer de Fraga, on també hi ha un accés a una de les cases.

## Història
Situada en un camí medieval que unia les parròquies de Sant Andreu i Santa Eulàlia de Vilapicina, la primera documentació que tenim de l'antiga masia data de 1360 quan pertanyia a Bernat Alou. Durant més de dos segles la família Alou la va transmetre de generació en generació als seus hereus. El 1590 Àngela Alou - la pubilla del mas - es va casar amb Pere Arenes i Riera i la masia va passar a ser coneguda com a Can Arenes. Cap a mitjans del segle XVII el mas va passar a la família Riera de la qual va heretar el nom. L'any 1684 ja constava com a propietari Andreu Riera, casat amb Peronella Feliu.
Maria Riera Molins, filla de Joan Riera Saladrigas va ser l'última del seu llinatge, el 1894 es va casar amb Eugeni Estruch Bauleras i a partir d'aquell moment va ser coneguda com a Ca l'Estruc o Ca n'Estruch.
La seva única filla, la monja Montserrat Estruch i Riera (1901-1991), va heretar aquesta casa i el 1940 la va cedir a la comunitat de Germanes de l'assumpció i des d'aleshores, la casa pairal es va convertir en un convent de dit ordre a Sant Andreu. El seu pare era Eugeni Estruch Baulenas i la mare Maria Riera i Molins.
Quan era convent dins hi havia un dispensari públic que era atès per les monges i a l'últim quart del segle XX s'hi va instal·lar un Centre d'Educació Especial. A la part posterior de Can Estruch hi havia un sector enjardinat i arbrat. Antigament la finca disposava de molta extensió de terreny, que cultivaven i venien els fruits. La comunitat va ser la propietària fins al 2014 quan es va vendre per fer-hi pisos tot respectant l'antiga estructura pairal.

## Excavacions arqueològiques
En estar inclosa a l'Inventari del Patrimoni Arquitectònic de Catalunya abans de realitzar-se les obres de construcció dels nous habitatges es van fer uns sondejos arqueològics el 2014 i una intervenció arqueològica entre finals de 2016 i inicis de 2017.
Les intervencions, dirigides respectivament pels arqueòlegs Jordi Petit i Òscar Varas van determinar que el mas originari era d'època medieval i que aquest va ser enderrocat cap el segle XVI per tal d'aixecar una nova edificació que podria haver quedat molt malmesa durant la Guerra de Successió, motiu pel qual es reconstruiria totalment de nou durant el primer terç del segle xviii.
A la segona meitat del segle XX l'adequació de l'espai per a convent i després per escola va provocar la pèrdua de molts elements patrimonials originaris així com la modificació de part de l'espai, tot i això, durant les excavacions es va poder documentar bé com era originàriament.